# Азрудин Валентич
Азрудин Валентич е босненски бивш футболист и настоящ футболен треньор.

## Кариера
Юноша е на  Сараево, играе в редица чужди отбори, има 1 мач за националния отбор до 21 г. на Босна и Херцеговина. През 2021 г. поема тима на Ботев (Пловдив).